# Speeton
Speeton est un village dans la paroisse civile de Reighton, dans le Yorkshire du Nord, en Angleterre. Il se trouve au bord des falaises côtières à mi chemi entre Filey et Bridlington.
La gare de Speeton, qui se situe sur la ligne côtière du Yorkshire (Yorkshire Coast Line) qui part de Hull à Scarborough, desservait le village jusqu'à sa fermeture le 5 janvier 1970.

## Seconde Guerre mondiale

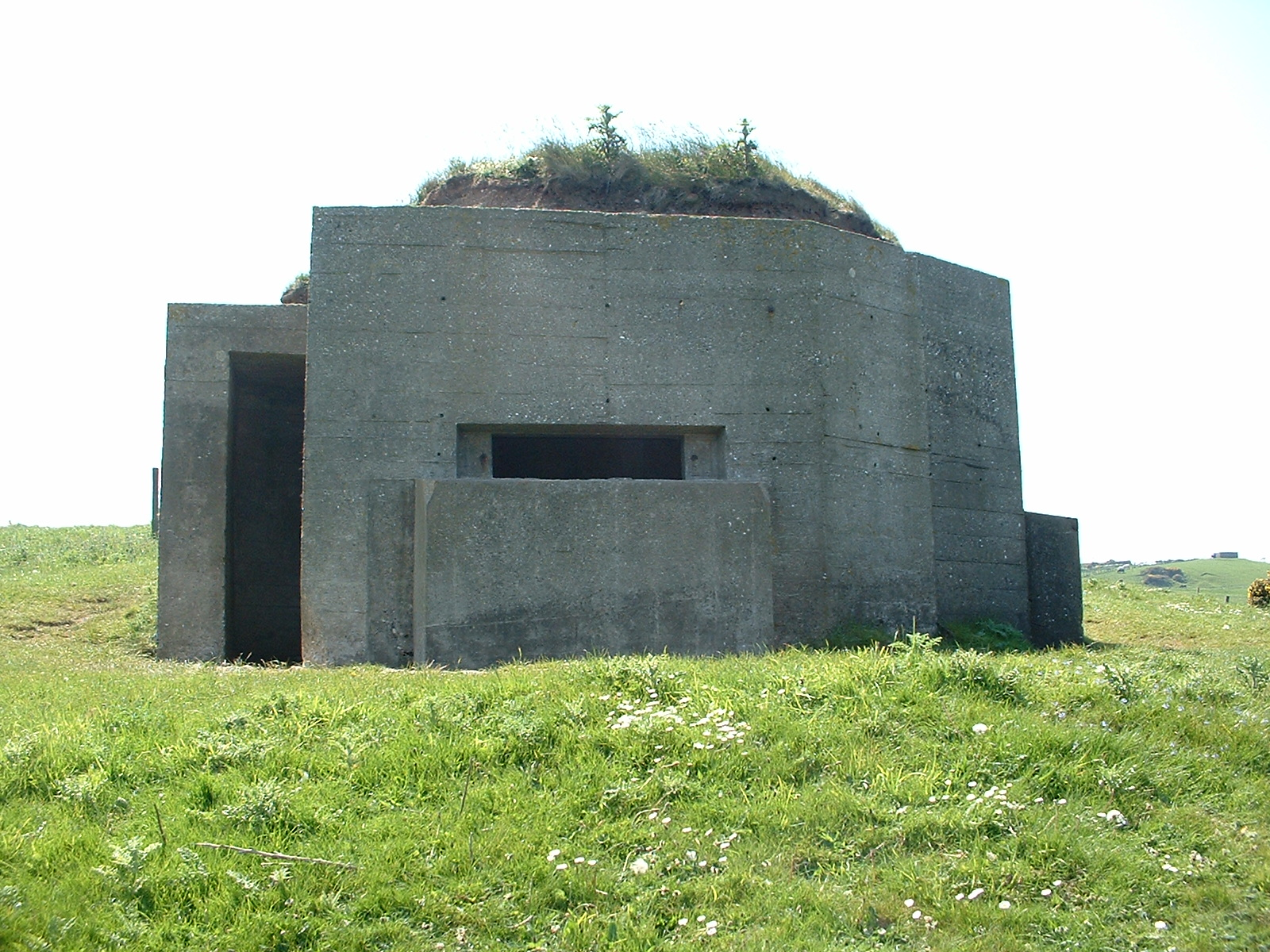
Casemate en forme d'oreille à Speeton.

Les fortifications de la Seconde Guerre mondiale construites autour Speeton ont été documentés par William Foot. Ils comprenaient un grand nombre de casemates. Bon nombre des fortifications restantes sont soumises à l'érosion du littoral.

## Église Saint-Léonard
L'église Saint-Léonard à Speeton est l'une des églises paroissiales les plus petites dans le Yorkshire. Elle a été érigée au début de la période normande, probablement sur le site d'une ancienne église saxonne.